# Heikki Niva
Heikki Niva (* 10. November 1992 in Tornio, Lappland) ist ein finnischer Snookerspieler, Turntrainer und ehemaliger Geräteturner. Im Geräteturnen konnte er zehn Goldmedaillen bei den finnischen Meisterschaften sammeln und vertrat Finnland bei diversen Turnieren, unter anderem bei den Europaspielen 2015. Seit 2016 konzentriert er sich hauptsächlich auf seine Karriere als Snookerspieler. 2020 wurde er in dieser Billardvariante Vize-Europameister, 2022 gewann er die finnische Meisterschaft.

## Karriere
Niva wurde in Tornio im nordfinnischen Lappland geboren. Mittlerweile lebt er in der Stadt Espoo im Ballungsraum der Hauptstadt Helsinki.

### Geräteturnen
Niva begann im Alter von vier Jahren mit dem Geräteturnen. Schnell zeigte sich, dass er durchaus Potential hatte. Als Zehnjähriger war er bereits Mitglied der finnischen Juniorenauswahl. Bis in die frühen 2010er-Jahre wurde Niva zu einem der besten Geräteturner Finnlands. So konnte er bei den finnischen Meisterschaften insgesamt zehn Goldmedaillen gewinnen. International hatte er weniger Erfolg, nahm aber regelmäßig an wichtigen Turnieren teil. Zwischen 2010 und 2015 turnte er jedes Jahr bei den Weltmeisterschaften, schied aber stets in den Vorrunden aus. Ähnlich erging es ihm, als er 2014 und 2016 an den Europameisterschaften teilnahm. 2015 erhielt er bei den Europaspielen die Möglichkeit, Finnland bei einer namhaften internationalen Multisportveranstaltung zu vertreten. Bei den Wettkämpfen im Geräteturnen schied er auch hier in den Einzelwettbewerben stets in der Qualifikation aus, nur im Mannschaftsmehrkampf erreichte er mit Rang 19 einen Platz in der Finalwertung.
Für 2016 strebte er eine Teilnahme an den Olympischen Sommerspielen in Rio de Janeiro an. Er kündigte bereits im Voraus an, in jedem Falle danach seine Karriere im Geräteturnen zugunsten des Snookers, seiner zweiten Leidenschaft, zu beenden. Am Ende verpasste er knapp die Nominierung des finnischen Verbandes. Tatsächlich setzte er seine Ankündigung um, beendete seine Turnerkarriere und konzentrierte sich fortan auf dem Snookersport. Dennoch blieb er dem Geräteturnen verbunden, indem er in Espoo eine Stelle als Turntrainer annahm.

### Snooker
Neben dem Geräteturnen interessierte sich Niva auch für Billard. Mit vierzehn Jahren entdeckte er während einer Fernsehübertragung den Sport für sich und begann danach, zwischen seinen Turn-Trainingseinheiten aktiv Billard zu spielen. Aki Kauppinen wurde sein Trainer. Sein erstes Turnier spielte er mit 18 Jahren. Nur wenig später wurde er finnischer Juniorenmeister im 8-Ball, einer zum Poolbillard gehörenden Billarddisziplin. Auch im Kaisa, einer finnischen Billardvariante, und im Snooker wurde er finnischer Juniorenmeister. Im Laufe der Zeit widmete sich Niva vorrangig dem Snooker, in den anderen beiden Varianten trat er als Erwachsener nicht mehr in Erscheinung. Ab 2012 nahm Niva parallel zu seiner Karriere im Geräteturnen regelmäßig an relativ bedeutenden Snookerturnieren teil. Auf nationaler Ebene erreichte er 2014 das Viertelfinale der finnischen Meisterschaft und gewann in den Jahren einmal die finnische Meisterschaft im Six-Red-Snooker. Auf internationaler Bühne stand er 2013 in der Hauptrunde der U21-Europameisterschaft und ein Jahr später in der Hauptrunde der Herren-Europameisterschaft.
Nach dem Ende seiner Karriere im Geräteturnen widmete sich Niva schließlich uneingeschränkt dem Snookersport. Er steckte sich das Ziel, professioneller Snookerspieler auf der World Snooker Tour zu werden. Dafür trainierte er sogar für 18 Monate im englischen Sheffield, einer für den Snookersport wichtigen Stadt, wo auch die World Snooker Academy zuhause ist. Dieser Trainingsaufenthalt fand 2017/18 statt. Infolgedessen nahm Niva ab 2018 regelmäßig an der Q School teil, einer Möglichkeit für Amateure, sich für die World Snooker Tour zu qualifizieren. Ebenso wie eine Teilnahme an der Challenge Tour 2018/19 verliefen diese Versuche allerdings erfolglos. Erfolgreicher war Niva bei anderen Turnieren. So erreichte er 2017 erneut das Viertelfinale der finnischen Meisterschaft, 2018 das Viertelfinale der Europameisterschaft und 2019 beim gleichen Turnier das Achtelfinale. Kurz danach zog er bei der Amateurweltmeisterschaft 2019 ins Viertelfinale ein.
Mittlerweile war Niva im Grunde Dauergast bei internationalen Turnieren. So nahm er 2020 zum Beispiel an den WSF Open oder an der Europameisterschaft im Six-Red-Snooker teil, schied aber bei beiden Turnieren recht früh aus. Sein bis dahin größter Erfolg ergab sich schließlich im Sommer 2020 bei der Europameisterschaft, als er das Finale erreichte. Ein Sieg hätte die Qualifikation für die Profitour bedeutet, doch er unterlag dem Waliser Andrew Pagett. Noch im selben Jahr erreichte er das Finale der finnischen Meisterschaft, musste sich aber Robin Hull geschlagen geben. Auch 2021 nahm Niva mit einigem Erfolg an der Europameisterschaft teil. Diesmal schied er im Viertelfinale gegen den späteren Sieger Oliver Brown aus. Auch bei der Six-Red-Snooker-Europameisterschaft verlor er im Viertelfinale. Bei der finnischen Meisterschaft verlor er im Halbfinale, erneut gegen Robin Hull. Nur wenige Monate später gewann Niva seinen ersten großen Titel, als er das Finale der finnischen Meisterschaft gegen Juha Erkinmikko für sich entscheiden konnte. In den nächsten beiden Jahren erreichte er dort erneut das Finale, verlor aber jeweils wie bereits 2020 gegen Robin Hull.

## Erfolge im Snooker (Auswahl)
| Ausgang         | Jahr | Turnier                         | Finalgegner     | Ergebnis |
| --------------- | ---- | ------------------------------- | --------------- | -------- |
| Amateurturniere |      |                                 |                 |          |
| Zweiter         | 2020 | EBSA-Snookereuropameisterschaft | Andrew Pagett   | 2:5      |
| Zweiter         | 2020 | Finnische Snooker-Meisterschaft | Robin Hull      | 0:4      |
| Sieger          | 2022 | Finnische Snooker-Meisterschaft | Juha Erkinmikko | 4:2      |
| Zweiter         | 2023 | Finnische Snooker-Meisterschaft | Robin Hull      | 1:4      |
| Zweiter         | 2024 | Finnische Snooker-Meisterschaft | Robin Hull      | 2:4      |